# Oxford Dictionary of English
El Oxford Dictionary of English (ODE) es un diccionario de inglés en un solo volumen publicado por Oxford University Press. Fue publicado por primera vez en 1998, como The New Oxford Dictionary of English (NODE). La palabra new (nuevo) se eliminó del título con motivo de la segunda edición, en 2003. Este diccionario no está basado en el Oxford English Dictionary sino que se trata de un diccionario dedicado a recoger el uso actual del idioma.